# Behringer

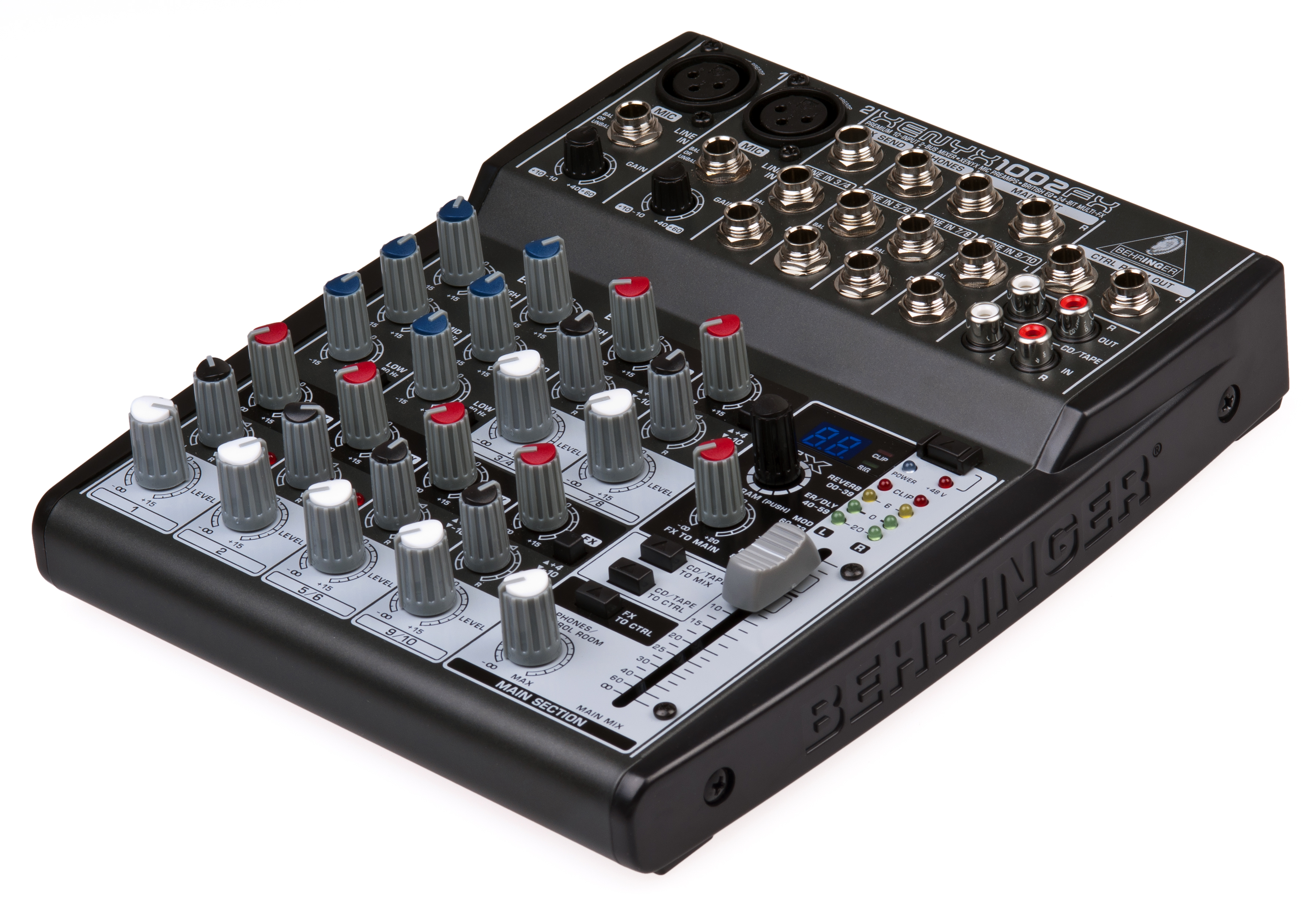
Un mixer Behringer Xenyx 1002FX

Behringer è un'azienda tedesca produttrice di apparecchi e impianti audio ed attrezzature per dj. Dal 2010 fa parte del gruppo MUSIC Group, insieme a Midas, Klark Technik, Bugera, Tannoy, Lake, Turbosound, TC Electronic e TC Helicon.

## Storia
La società è stata fondata nel 1989 dall'ingegnere Uli Behringer nella città bassa Willich. Ad oggi, Behringer è presente in 10 paesi e impiega circa 3.500 dipendenti.
Behringer, nel 2002, ha delocalizzato la produzione in Cina per ragioni di costo e commercializza i suoi prodotti principalmente nel prezzo più basso.
L'Azienda che produce i prodotti Behringer è la EUROTEC (facente parte sempre del gruppo).

## Prodotti
I prodotti della gamma sono: mixer, equalizzatori, sintetizzatori, amplificatori, attrezzature per DJ, sistemi PA, microfoni, casse amplificate e attrezzature di studio fino alla tecnologia di illuminazione.